# ナッシュビル (2012年のテレビドラマ)
『ナッシュビル カントリーミュージックの聖地』（原題: Nashville）は、アメリカ合衆国のミュージカルテレビドラマシリーズ。アカデミー賞受賞者のカーリー・クーリ製作、R・J・カトラー、クーリ、ディー・ジョンソン、スティーブ・ブキャナン、コニー・ブリットンプロデュース。主演は落ち目の伝説的カントリー歌手のスーパースター、レイナ・ジェイムス役のコニー・ブリットンと、人気上昇中の10代のスター、ジュリエット・バーンズ役のヘイデン・パネッティーア。
アメリカでは2012年10月10日の東部時間22時、中部時間21時、ABCでプレミア放送。パイロット版はHulu、iTunes、ABC.comでプレミア放送に先駆けて配信された。約6年に渡って放送され、2018年に最終第6シーズンで終了した。日本では、2020年4月にSTARZPLAYから日本語字幕・吹き替え版が配信された。
パイロット版に対する批評は特にカーリー・クーリの脚本やキャスティング、コニー・ブリットンおよびヘイデン・パネッティーアの演技が概ね好評であった。『ナッシュビル』は第39回ピープルズ・チョイス・アワードのFavorite New TV Drama 賞および第65回全米脚本家組合賞のBest New Series 賞にノミネートされ、第70回ゴールデングローブ賞においてはテレビシリーズ演技賞（ドラマ部門）主演女優賞にコニー・ブリットン、助演女優賞にヘイデン・パネッティーアがノミネートされた。

## あらすじ
レイナ・ジェイムス（コニー・ブリットン）はかつては『カントリー界の女王』であったが、最新アルバムの売り上げは伸びず、コンサート・ツアーのチケットは半分しか売れていない。彼女のレコード会社は若くセクシーで売り上げの良いロック調カントリーの新人歌手、ジュリエット・バーンズ（ヘイデン・パネッティーア）の前座をすることを提案。紹介の席でジュリエットは意識的にレイナを無視。ジュリエットの音楽スタイルが好きではないレイナはジョイント・ツアーをすぐに拒否。レイナの元恋人でバンド仲間の、2人のコンサート・ツアーに出演契約をしているギタリストのディーコン・クレイボーン（チャールズ・エステン）をめぐり2人は対立する。レイナと仲の悪い父親で大富豪のラマー・ワイアット（パワーズ・ブース）は、レイナの夫のテディ・コンラッド（エリック・クローズ）にテネシー州ナッシュビルの市長に立候補するよう説得し、レイナの人生はさらに混乱する。

## 出演者

### メイン・キャスト
レイナ・ジェイムス
演 - コニー・ブリットン
40歳の最近落ち目のカントリー・スーパースター。ブリットンはこの役について、フェイス・ヒル、リーバ・マッキンタイア、ボニー・レイットなど何人かのカントリー歌手をモデルにしていると語っている。
ジュリエット・バーンズ
演 - ヘイデン・パネッティーア
元子役スターで現在カントリー歌手。レイナと取って代わりカントリー界のスーパースターの座を狙っている。パネッティーアは、ジュリエットとテイラー・スウィフトは全く違うキャラクターだとし、キャリー・アンダーウッドをモデルにしていると語っている。
スカーレット・オコーナー
演 - クレア・ボウエン
レイナの新曲のために雇われる作詞作曲家。ディーコンの姪で、ガナーの音楽パートナー。ブルーバード・カフェで働いていた時に見出され、演奏するようになる。
テディ・コンラッド
演 - エリック・クローズ
レイナの夫で事業に失敗した後レイナの給料に頼って生活をしている。義父の助けを得て市長選に立候補し当選。後にレイナと離婚。
ディーコン・クレイボーン
演 - チャールズ・エステン
作曲家兼リード・ギター演奏家。レイナの元彼であり、マディの本当の父親。
エイヴリー・バークレイ
演 - ジョナサン・ジャクソン
セクシーで野心的なミュージシャンで悪い男。スカーレットの元彼。
ガナー・スコット
演 - サム・パラディオ
優しくも意欲的なミュージシャンでスカーレットに一目惚れする。
コールマン・コルドウェル
演 - ロバート・ウィスダム
市長選で落選し副市長となる。レイナの友達であり、ディーコンの飲酒更生プログラムのスポンサーとなっている。。
ラマー・ワイアット
演 - パワーズ・ブース
裕福で権力があり、レイナの支配的な父親であり地元の政治家。レイナのカントリー歌手としての活動を快く思っていない。
ウィル・レキシントン
演 - クリス・カーマック
スカーレットとガナーの新しい隣人でカントリー歌手を目指している。ガナーと音楽仲間ですぐに友人となる。
マディ・コンラッド
演 - レノン・ステラ
レイナの長女。父親は法的にはテディだが、実際はディーコン。
ダフネ・コンラッド
演 - メイジー・ステラ
レイナの次女。

### その他の出演者
タンディ・ワイアット
演 - ジュディス・ホーグ
ラマーの娘でレイナの姉妹。とても落ち着いている。レイナとラマーの仲裁役。
ペギー・サンパー
演 - キンバリー・ウィリアムズ＝ペイズリー
テディの元彼女で元同僚。
ジョリーン・バーンズ
演 - シルヴィア・ジェフリーズ
ジュリエットの母で薬物中毒者で、後に殺人後に自殺する。
リアム・マクギニス
演 - ミキール・ハースマン
レイナの新しい音楽プロデューサーで、レイナと短期間関係を持つ。
ダンテ・リヴァス
演 - ジェイ・ヘルナンデス
ジョリーンの飲酒更生を手伝い、ジュリエットを騙して付き合う。後にジョリーンに殺害される。
ジェフ・フォーダム
演 - オリヴァー・ハドソン
新しいレコード会社重役でレイナと衝突する。
ルーク・ホイーラー
演 - ウィル・チェイス
現在、カントリーのスター。
チャールズ・ウエントワース
演 - チャーリー・ビューリー
自信家のビジネス・マンで、ジュリエットと良い関係となる。
レイラ・グラント
演 - オーブリー・ピープルズ
オーディション準優勝者でジュリエットの新たなライバルとなる新人歌手。
ゾーイ
演 - チャーリー・ローズ
スカーレットの幼馴染でナッシュビルに引っ越してくる。
ミーガン・ヴァノイ
演 - クリスティーナ・チャン
ディーコンの弁護士で良い関係となる。
マーシャル・エヴァンス
演 - トッド・トゥルーリー
エッジヒル・リパブリック・レコードの社長、CEO。
ワッティ・ホワイト
演 - J.D.サウザー
カントリーの伝説的プロデューサー、ラジオ・パーソナリティ、作曲家でレイナの良き相談相手。
シーン・バトラー
演 - ティルキー・ジョーンズ
プロ・フットボールのクォーターバックで、ジュリエットの元夫。
マリリン・ローズ
演 - リヤ・キールステッド
エイヴリーの元マネージャーで恋人。
ドミニク・キング
演 - ワイクリフ・ジョン
エイヴリーの以前所属していた音楽会社の社長。
ヘイリー
演 - クロエ・ベネット
ガナーと短期間交際。
ステイシー
演 - スーザン・マイズナー
獣医でディーコンの元彼女。
ランディ・ロバーツ
演 - バージェス・ジェンキンス
レイナの古い友人でプロデューサー。
マキナ
演 - アフトン・ウィリアムソン
ジュリエットのマネージャーで、ジュリエットの失態の後始末に奔走する。
オードリー・カーライル
演 - J・カレン・トーマス
コールマンの妻。
エミリー
演 - コートニー・ハンセン
ジュリエットのアシスタント。
バッキー・ドーズ
演 - デイヴィッド・アルフォード
レイナのマネージャー。
グレン・グッドマン
演 - エド・アマトルート
ジュリエットの誠実で献身的なマネージャー。彼女の身の回りの世話もしている。

## 経緯
2011年10月初頭、ABCはカーリー・クーリの脚本を購入し、2012年1月27日、パイロット版の製作を要請。2012年3月よりパイロット版の撮影開始。2012年2月14日、イギリス人俳優サム・パラディオがパイロット版で最初のキャスティングとなった。2012年2月17日、オーストラリアの女優クレア・ボウエンがスカーレット・オコーナー役、2月22日、ジョナサン・ジャクソンがエイヴリー・バークレイ役、翌日、エミー賞受賞者のパワーズ・ブースがラマー・ワイアット役、2月29日、ジュリエット・バーンズが主要なライバル役であるヘイデン・パネッティーア役、3月5日、エリック・クローズがレイナの夫テディ・コンラッド役、3月6日、コニー・ブリットンが主演の40歳のカントリーの落ち目のスーパースターであるレイナ・ジェイムス役にキャスティングされたことが発表された。パイロット版はR・J・カトラーが監督。
2012年5月11日、ABCで取り上げられ、2012年から2013年のシーズンで放送されることが決定。
2012年10月10日の東部時間22時、中部時間21時にプレミア放送。カナダではCTV Twoで同時放送される。

## エピソード
| シーズン | シーズン | 話数 | 話数         | 放送期間       | 放送期間      | 放送期間 |
| シーズン | シーズン | 話数 | 話数         | 初回放送       | 最終回放送    | 放送局   |
| -------- | -------- | ---- | ------------ | -------------- | ------------- | -------- |
|          | 1        | 21   | 21           | 2012年10月10日 | 2013年5月22日 | ABC      |
|          | 2        | 22   | 22           | 2013年9月25日  | 2014年5月14日 | ABC      |
|          | 3        | 22   | 22           | 2014年9月24日  | 2015年5月13日 | ABC      |
|          | 4        | 21   | 21           | 2015年9月23日  | 2016年5月25日 | ABC      |
|          | 5        | 22   | 11           | 2016年12月15日 | 2017年3月9日  | CMT      |
| 11       | 5        | 22   | 2017年6月1日 | 2017年8月10日  |               | CMT      |
|          | 6        | 16   | 8            | 2017年12月19日 | 2018年2月22日 | CMT      |
| 8        | 6        | 16   | 2018年6月7日 | 2018年7月26日  |               | CMT      |

## 音楽
2012年10月2日、ビッグ・マシーン・レコード社からドラマ使用曲のカバー及びオリジナル曲が発売されることが発表された。オリジナル曲はザ・シヴィル・ウォーズのジョン・ポール・ホワイト、ヒラリー・リンゼイ、エルヴィス・コステロにより作曲される予定である。

## 反響

### 批評
Metacriticでは20件のレビューで『幅広い支持』により100位中85位に位置づけした。

### 賞
2012年6月、『Nashville 』はパイロット版を見たジャーナリスト達による『批評家が選ぶテレビ賞』で『最も楽しみな番組』の5作品のうちの1つに選ばれた。